# Pièce commémorative de 1 dollar américain pour le centenaire d'Eisenhower
La pièce commémorative de 1 dollar américain pour le centenaire d'Eisenhower est frappée en 1990 aux États-Unis pour célébrer le 100e anniversaire de la naissance du général/président Dwight D. Eisenhower. Cette pièce ne doit pas être confondue avec le dollar Eisenhower ni avec le dollar présidentiel Eisenhower, qui sont des pièces de monnaie américaines de circulation régulière.

## Contexte
Le 100e anniversaire de la naissance de Dwight David Eisenhower offre l'occasion de créer une pièce commémorative en 1990. La Loi publique 100-467, signée par le président Ronald Reagan le 3 octobre 1988, prévoit la production de jusqu'à quatre millions de dollars en argent commémoratifs du centenaire d'Eisenhower.
Eisenhower est surtout connu en tant que commandant suprême des forces alliées en Europe pendant la Seconde Guerre mondiale et comme la personne ayant planifié le débarquement du Jour J en Normandie, le plus grand de l'histoire. Plus tard, il est président de l'université Columbia, puis élu président des États-Unis pour deux mandats, de 1953 à 1961. Pendant sa présidence, Eisenhower organise le premier sommet avec les dirigeants soviétiques, est le premier chef de l'exécutif à tenir une conférence de presse télévisée, équilibre le budget fédéral et lance le programme autoroutier interstate.
Dwight David Eisenhower est né le 14 octobre 1890. À l'occasion du centenaire en 1990, diverses célébrations ont lieu aux États-Unis, y compris à son lieu de naissance à Denison, au Texas, sa ville derésidence d'Abilene, au Kansas, sa résidence de retraite à Gettysburg, en Pennsylvanie, et au Kennedy Center à Washington, D.C..

## Dessin
La Monnaie reçoit sept modèles d'avers et six modèles de revers de la part de quatre artistes extérieurs et sept modèles d'avers et cinq modèles de revers de cinq membres du personnel de la Monnaie américaine avant la date limite du 5 mai 1989.
La Commission des beaux-arts a une petite influence sur la conception finale, en ce sens que la membre Diane Wolf critique le fait que l'inscription E PLURIBUS UNUM apparait dans un style de lettrage différent du reste des inscriptions. Les empattements dans le mot PLURIBUS sont supprimés pour correspondre au « S » dans « EISENHOWER ».
Le dessin retenu pour l'avers est celui de John Mercanti. Il représente deux images différentes de Dwight D. Eisenhower. Le portrait en arrière-plan montre le profil gauche d'Eisenhower dans sa jeunesse, lorsqu'il est général cinq étoiles. Le portrait en avnt plan montre son profil droit et représente Eisenhower dans ses années plus tardives en tant que président des États-Unis d'Amérique.
Le revers est dessiné par Marcel Jovine et sculpté par Chester Y. Martin. Il représente la maison de retraite de deux étages d'Eisenhower, située sur le site historique national de Gettysburg.

## Production et vente
Le 16 janvier 1990, une cérémonie spéciale a lieu à Gettysburg, en Pennsylvanie, au cours de laquelle des pièces sont présentées à la trésorière américaine Catalina Vasquez Villalpando (en) et au représentant de Pennsylvanie Bill Goodling (en) qui parraine la législation conduisant à la création de la pièce. Il s'agit de la première cérémonie de remise de pièces pour la trésorière Villalpando, qui prête serment le 11 décembre 1989.
Les tarifs en vigueur à partir du 1er mars 1990 sont les suivants de 29 dollars pour le dollar en qualité belle épreuve et 26 dollars pour celui de qualité brillant universel. Les pièces pouvaient être commandées auprès de détaillants, de marchands de pièces de monnaie et d'institutions financières, ou en utilisant une ligne de commande gratuite connectée avec le service des ventes de la Monnaie.
Le 21 mars 1990, il est annoncé que plus d'un million de dollars en argent commémoratifs du centenaire d'Eisenhower sont vendus depuis janvier. Se remémorant que le Congrès a autorisé la Monnaie à produire jusqu'à quatre millions de dollars Eisenhower en 1990, la directrice de la Monnaie, Donna Pope, déclare que « moins de trois mois après le lancement de ce programme, nous avons déjà vendu plus d'un quart du tirage total autorisé ».